# Клевезали
Клевезали — баронский и столбовой русский дворянский род.

## Происхождение и история рода
Род имеет немецкое происхождение: переселился из Мекленбурга в Курляндию, а после её присоединения к Российской империи принял русское подданство.
Часть представителей рода Клевезалей на русской службе сохраняли лютеранское вероисповедания и немецкие имена, однако рязанская ветвь приняла православие. Изначально род был баронский и имел приставку «фон» (von Klevesahl иногда также von Klewesahl), от которой в официальной документации отказались перешедшие в православие представители рязанской ветви рода. Большая часть Клевезалей были военными, однако, среди них также есть известные инженеры, врачи, биологи, художники, музыканты, писателии представители других профессий.

## Наиболее известные представители рязанской ветви рода
- Николай Ефимович Клевезаль (1787—1864) — участник наполеоновских войн, кавалер ордена Святого Георгия 4-й степени, вышедший в отставку с чином полковника. Николай Ефимович зачинатель рязанской ветви рода: с 9 января 1830 года, как касимовский помещик он был внесен в III ч. ДРК Рязанской губ.[4] В 1833—1850 годах занимавший пост Касимовского уездного предводителя дворянства (в этом качестве он был произведён в действительные статские советники). Был женат на дворянке Варваре Владимировне Чихачёвой[5], дочери губернского секретаря.
  - Николай Николаевич (р. 20 июня 1825 Токарёво — после 1851; причислен к роду отца 15.11.1847) — поручик артиллерии. Был в походах, в том числе 11 июля в сражении с Гергеем при с. Зонча, за отличие в котором награждён орденом Св. Анны 4-й степени с надписью «За храбрость»; имел серебряную медаль «За усмирение Венгрии и Трансильвании» (1849). Был женат на дочери подполковника Софье Александровне Остроградской.
    - Александр Николаевич Клевезаль (1853 — после 1895) — внук Николая Ефимовича, участник русско-турецкой войны 1877—1878 гг., сотник Кубанского казачьего войска, был награждён знаками отличия Ордена Св. Георгия 4-й и 3-й степеней[6].

  - Александр Николаевич Клевезаль (1827—1893) дослужился до чина штаб-ротмистра, был женат на дочери полковника Антонине Феликсовне Дерговин-Дероусинской.
  - Павел Николаевич Клевезаль (р. 13 январь 1834, крещен 18 января в с. Токарево Касимовского у.—ум. 24 ноябрь 1915) — поручик, герой Крымской войны. Получил домашнее воспитание. В службу вступил унтер-офицером в Московский пехотный полк (16.07.1852) и переименован в подпрапорщики 14.08.1852. С 20.04.1854 переведен с полком в г. Тамань и произведен в прапорщики 14.05.1854; 7 сентября участвовал в сражении на р. Альма, 8 сентября — у д. Бурлюк, с 19 сентября — при обороне Севастополя, 5 октября — при его сильном бомбардировании; с 21.11.1855 на охране берегов Днепра. За участие в вылазке из Севастополя 1.01.1855 награждён орденом Св. Анны 4-й степени с надписью «За храбрость» (17.02.1855). Имел серебряную медаль на Георгиевской ленте «За защиту Севастополя» и бронзовую на Андреевской ленте в память войны 1853 — 56. Затем переведен в Измайловский полк (2.12.1857); определён касимовским земским исправником 25.02.1862; пожалован в поручики — 17.04.1863 и (5.11.1863) по болезни от службы уволен с мундиром и пенсионом. Был женат на дочери отставного капитан-лейтенанта Рыкачева Глафире Дмитриевне (Р. 20.02.1844, Касимов)[7] с которой никогда не расставался с ней со дня их женитьбы[8][9].
    - Владимир Павлович Клевезаль (1864—1927) — земский врач, заведовал мед. участком в селе Тума Рязанской губернии, а затем своей частной амбулаторией там же. Был членом Поместного Собора Русской Православной Церкви 1917—1918 годов от мирян[10], после которого неоднократно арестовывался и преследовался в советское время, как монархист и дворянин[11][12][13].
    -  Пётр Павлович Клевезаль (1872—1962) — юрист, руководитель бесплатной народной библиотеки-читальни в память 100-летия со дня рождения А. С. Пушкина в г. Касимове[14][15]. За заведование ею особого содержания он не получал. После Февральской революции 1917 года был как коллежский асессор назначен приставом Окружного суда города Тулы, где в то время проживал в собственном доме на Дворянской улице[16]. После Октября жил в Москве и работал юристом в конторе на ул. Тверская. Петр Павлович любил скачки, ходил обыкновенно с тростью, ездил сначала на извозчике, а позже всегда на такси, летом любил отдыхать, сплавляясь по Волге на круизном пароходе. В 1962 году Петр Павлович скончался и был похоронен на Введенском кладбище.
      - Александр Петрович Клевезаль (1908—1940) — инженер-оптик и художник[17][18]
        - Нина Александровна Клевезаль (1932—2002) — художник-станковист, знаток народных художественных промыслов, автор работ о селе Холуй.
        - Галина Александровна Клевезаль (1939[19]—2021[20]) — доктор биологических наук, ведущий научный сотрудник Института биологии развития им. Н. К. Кольцова РАН[21], известный специалист по определения возраста млекопитающих[22]. Жена д. б. н. М. В. Мины.

      - Георгий (Юрий) Петрович Клевезаль (1911—1970) — пианист, музыковед, теоретик музыки, редактор; один из реформаторов нотной системы Брайля[23][24]. Похоронен на Введенском кладбище вместе с супругой, Зинаидой Фёдоровной Клевезаль, руководителем танцевального коллектива МИХМ и солисткой ансамбля Игоря Моисеева[25].

  - Владимир Николаевич Клевезаль (1835—1915) — участник подавления восстания в Польше 1863 года и Русско-турецкой войны 1877—1878 годов, мемуарист, генерал-лейтенант. Имел троих детей.
    - Владимир Владимирович Клевезаль (1863—после 1917) — военный инженер и в чине полковника занимал на 1914 год должность начальника Нарвского отдела по квартирному довольствию войск. Удостоен ряда наград, в их числе: Орден Св. Станислава 2-й степени (1901), Орден Св. Анны 2-й степени (1907) и Орден Св. Владимира 3-й степени (1913)[26][27].

  - Евгений Николаевич Клевезаль — младший сын Николая Ефимовича, также как братья посвятил себя военной службе, дослужившись, как и отец, до чина полковника.